# Big Hole (rivière)
Pour l’article homonyme, voir Big Hole.
La Big Hole est une rivière du Montana dans le comté de Beaverhead, aux États-Unis, dont la confluence avec la rivière Beaverhead à proximité de Twin Bridges donne naissance à la rivière Jefferson, affluent du Missouri.
La rivière est longue de 246 km pour un bassin versant de 7 300 km2. Elle prend sa source au lac Skinner dans les monts Bitterroot.

## Histoire
L'expédition Lewis et Clark est arrivée sur le bassin versant de la rivière Big Hole, zone tampon entre plusieurs tribus amérindiennes rivales, y compris les Nez-Percés, les Shoshones, les Salishes, et les Pieds-Noirs. Lewis et Clark ont envisagé de naviguer sur la rivière Big Hole, mais ont finalement choisi la rivière Beaverhead au débit plus lent.
En 1877, les troupes américaines commandées par John Gibbon ont combattu les Nez-Percés le long de la rivière Big Hole, au cours de la bataille de la Big Hole. Le site de la bataille est devenu une aire protégée.

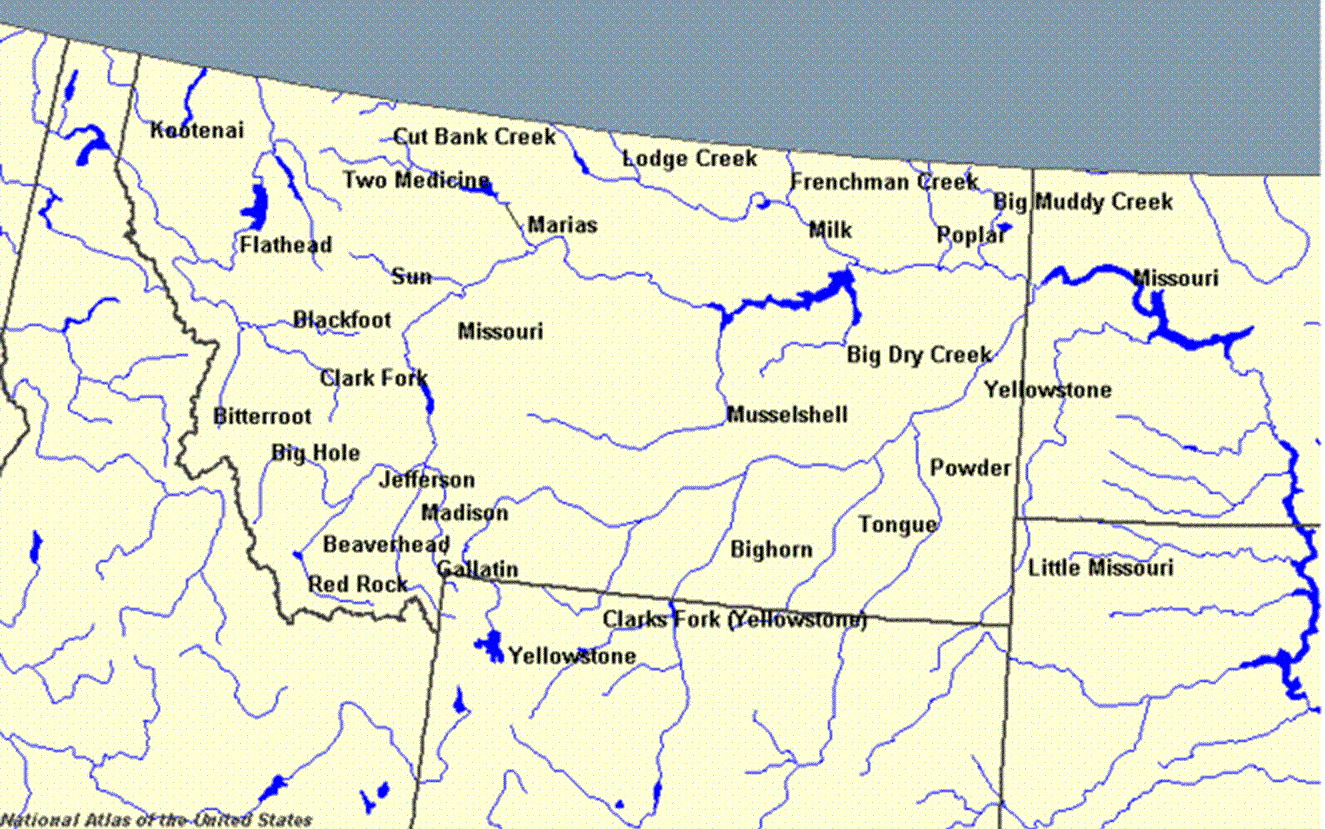
Carte identifiant la rivière Big Hole

## Source
- (en) Cet article est partiellement ou en totalité issu de l’article de Wikipédia en anglais intitulé « Big Hole River » (voir la liste des auteurs).